# Duhan (proizvod)
Duhan je vrsta poljodjelskog proizvoda. Dobiva ga se od istoimene biljke iz roda Nicotiana. Više od sedamdeset vrsta iz tog roda koristi se za ovu komercijalnu svrhu, a glavna komercijalna vrsta je Nicotiana tabacum. 
Duhanski proizvodi obično služe pušenju, šmrkanju, sisanju ili žvakanju. Pušenje duhanskih proizvoda jest uporaba duhanskih ili ostalih proizvoda (»biljnih pušilica«) na način da se udiše dim nastao njihovim izgaranjem. Štetne posljedice pušenja znanstveno su dokazane pojave oštećenja zdravlja i bolesti koje skraćuju život pušača i nepušača, ako borave u istom zatvorenom prostoru u kojem se puši.
Dijelovi biljke duhana koji se komercijalno koristi prije svega je lišće, koje se poslije sušenja, sortiranja i fermentacije primjenjuje kao osnovna sirovina za izradu cigareta, cigara i drugih sličnih sredstava.
Korisnici duhanskih proizvoda uživaju duhan zbog fiziološkog djelovanja nekih sastojaka lista na središnji živčani sustav čovjeka, od kojih je najvažniji nikotin. U umjerenoj količini djeluje umirujuće ili nadražujuće, u zavisnosti od stanja živčanog sustava. Bez obzira na to, vrlo je toksičan alkaloid čak i u malim količinama. Osim duhana i drugi sastojci lista pridonose uživanju duhana, poput eteričnih ulja, smola i drugih.
Duhan se može koristiti i za druge svrhe koje nisu štetne za ljudsko zdravlje, poput korištenja za prirodni insekticid (bioinsekticid). Može se koristiti samo lišće, ili preradom lišća i otpadaka prerade duhana za pušenje. Tada se dobiva čisti nikotin, koji služi kao insekticid u domaćinstvu i zaštitu bilja ("nikotinol"). Čisti nikotin koristi se kao sirovina u farmaceutskoj industriji.

## Podjele
Duhane dijelimo prema kemijskoj reakciji dima. Kiseli duhani sadrže više ugljikohidrata. Alkalni duhani sadrže više dušičnih tvari, bjelančevina i nikotina.
Aroma je kriterij prema kojima duhane dijelimo na aromatične i nearomatične. Orijentalni su duhani oni duhani koje obično nazivamo aromatičnim. Aromatični su jer imaju eterična ulja i druge aromatične tvari, zbog čega su im listovi nakon sušenja mirisni, a pri pušenju su izrazito aromatični.

## Osnovne vrste duhana
Virginia je najpopularnija vrsta duhana. Otprilike 60% berbe svjetskog duhana odnosi se na Virginiu. Ona je najblaža od svih mješavina, a sadrži najvišu koncentraciju dekstroze (šećera) koja joj daje lagani slatkasti okus.
Burley je drugi po redu najpopularnijih duhana. Ne sadrži skoro ništa šećera, te mu to daje suši i puniji okus od Virginie.
Oriental je vrsta duhana uzgojena u Turskoj, na Balkanu i u Rusiji. Zajednička karakteristika je to da razvijaju "prašnjavu", "zemljanu", "suhu" i ponekad lagano kiselkastu aromu.
Latakia je rezultat procesa sušenja orijentalnih duhana, uključujući sušenje iznad vatre određenih vrsta drveta i aromatičnih biljaka u kontroliranim uvjetima. Latakiu obilježava snažan i težak okus i vrlo mala količina nikotina.
Perique je vrlo rijetka vrsta crvenog Burleya, koji raste na vrlo malom prostoru u Louisiani blizu New Orleansa. Sadrži vrlo veliku koncentraciju nikotina i ima intenzivnu aromu.
Kentucky je vrsta posebno tretiranog Burleya, koji se suši iznad tinjajuće vatre. Ima jedinstvenu aromatična aroma i sadrži visoku količinu nikotina.
Cavendish se radi od duhana sušenog na tinjajućoj vatri, koji se naknadno pari i fermentira u prešama. Uglavnom se radi od Virginie i Burleya.

## Prerada

### Sušenje
Listove duhana se suši radi uklanjanja 90 % vode iz njih. Prema načinu sušenja i vrsti, razvrstavamo ih u: 
- sun-cured, orijentalni duhan sušen na suncu ;
- flue-cured, duhan vrste Virginija sušen u sušionicama
- fire-cured, duhan vrste Kentucky sušen uz vatru
- dark air-cured, tamni duhan sušen na prirodnom zraku
- light air-cured, svijetlu duhan vrste White Burley sušen na zraku

## Namjena
Ovisno o boji suhog lista, duhan može biti svijetli i tamni. Boja nije jedino svojstvo koje razlikuje ove duhane. Svijetli duhan primjenu nalazi u cigaretama. Tamni duhan primjenjujemo u cigarama, lulama te u duhanima za žvakanje i ušmrkavanje.

## Vanjske poveznice
- Duhanski proizvodi Hrvatska tehnička enciklopedija, portal hrvatske tehničke baštine. LZMK